# Bougainville
För andra betydelser, se Bougainville (olika betydelser).
Bougainville är en ö och provins (autonom region) i Papua Nya Guinea i västra Stilla havet.

## Geografi
Bougainville-området utgör en del av den enda autonoma regionen (Autonomous Region of Bougainville) i Papua Nya Guinea och ligger cirka 850 km nordöst om Port Moresby och ca 200 km sydöst om Bismarckarkipelagen. Ön ligger geografiskt, men inte politiskt, bland Salomonöarna. Grannstaten Salomonöarna ligger endast cirka 8 km sydöst. Dess geografiska koordinater är 6°09′ S och 155°15′ Ö.
Området är av vulkaniskt ursprung och har en area om ca 10 954 km² fördelad på flera öar. Huvudön Bougainville är cirka 120 km lång och mellan 65 och 95 km bred. Den högsta höjden är vulkanen Mount Balbi på cirka 2740 m ö.h.
Området består av
- Bougainville-ön, ca 8 800 km²
- Bukaön, ca 500 km²
- Greenöarna, nordväst om huvudön
- Carteretöarna, norr om huvudön
- samt en rad småöar i söder som politiskt tillhör staten Salomonöarna.

Befolkningen uppgår till cirka 175 000 invånare. Huvudorten Arawa ligger på öns nordöstra del och har cirka 37 000 invånare.
Bougainvilles flygplats heter Arawa (flygplatskod "RAW") och ligger nära huvudorten.

## Administrativ indelning
Provinsen är indelad i tre distrikt.
- Central Bougainville
- North Bougainville
- South Bougainville

## Historia
Den spanske kaptenen Álvaro de Mendaña landsteg på Bougainville som förste europé år 1568 och några år senare avled han också där under en annan resa. Området återupptäcktes 1768 under en expedition av Louis Antoine de Bougainville.
Bougainville blev 1885 en del av den tyska kolonin Tyska Nya Guinea, medan resterande delar av Salomonöarna vid den tiden utgjorde en brittisk koloni. Ön ockuperades 1914 av Australien. Efter första världskriget blev ön 1921 en del av det australiska NF-Mandatet Nya Guinea och övergick till Papua Nya Guinea vid nationens självständighet 1975. Under andra världskriget var Bougainville ockuperad av Japan 1942–1945.

### Separatism och självständighetssträvan
Under 1970-talet växte en separatiströrelse sig allt starkare. Detta ledde till uppror som pågick 1988–1998. År 1997 gjorde regeringstrupperna på Bougainville myteri och Papua nya Guineas premiärminister Julius Chan tvingades avgå. En vapenvila trädde i kraft 1998 och ett fredsavtal 2001 som ger Bougainville långtgående självstyre från år 2005. Enligt fredsavtalet skall en folkomröstning angående självständighet eller fortsatt tillhörighet till Papua Nya Guinea hållas inom 10–15 år. Över 10 000 personer dog till följd av inbördeskriget.
Innan området 2005 erhöll autonomi kallades provinsen "North Solomons Province".
I maj och juni 2005 hölls de första valen till regionens parlament.  Den 15 juni valdes Joseph Kabui till regionens förste president där Kabui vann med 54,7 % mot 34,4 % för förre guvernören John Momis. Rebelledaren Francis Ona, som inte godtagit fredsprocessen, dog den 25 juli 2005. Joseph Kabui dog av en hjärtattack 2008.
Folkomröstningen om självständighet inleddes lördagen den 23 november 2019, och pågick i två veckor. Omröstningen resulterade i att 97,7 % av de röstberättigade röstade för självständighet. Beslutet måste först godkännas av parlamentet i Papua Nya Guinea för att bli verklighet. I juli 2021 meddelade Papua Nya Guineas premiärminister James Marape och Bougainvilles president Ishmael Toroama att Bougainville kommer att bli självständigt senast år 2027.